# Metromaterieel M5
Het metromaterieel M5 is een vloot van 28 zesdelige metrotreinen voor de Amsterdamse metro, die tussen 2012 en 2015 door de Franse fabrikant Alstom is geleverd. De metro's zijn gebaseerd op de Alstom Metropolis-serie, waarvan varianten bij metrobedrijven in diverse buitenlandse steden als Barcelona, Boedapest, Santiago en Shanghai in gebruik zijn. Hoewel de metro's geschikt zijn voor onbemand gebruik, worden ze vooralsnog bediend door bestuurders.

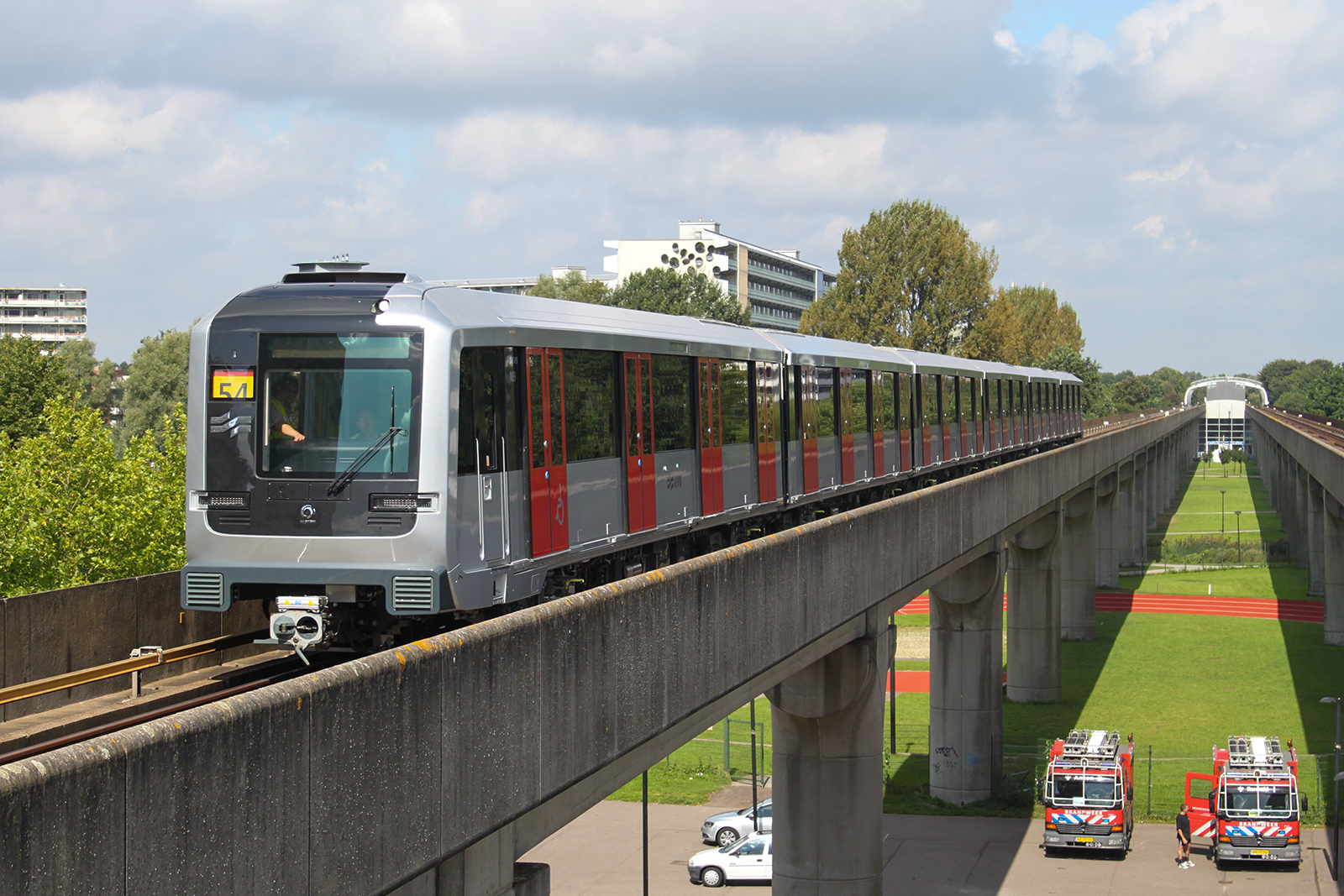
Metrotrein 109-110 tijdens testritten op de Oostlijn.

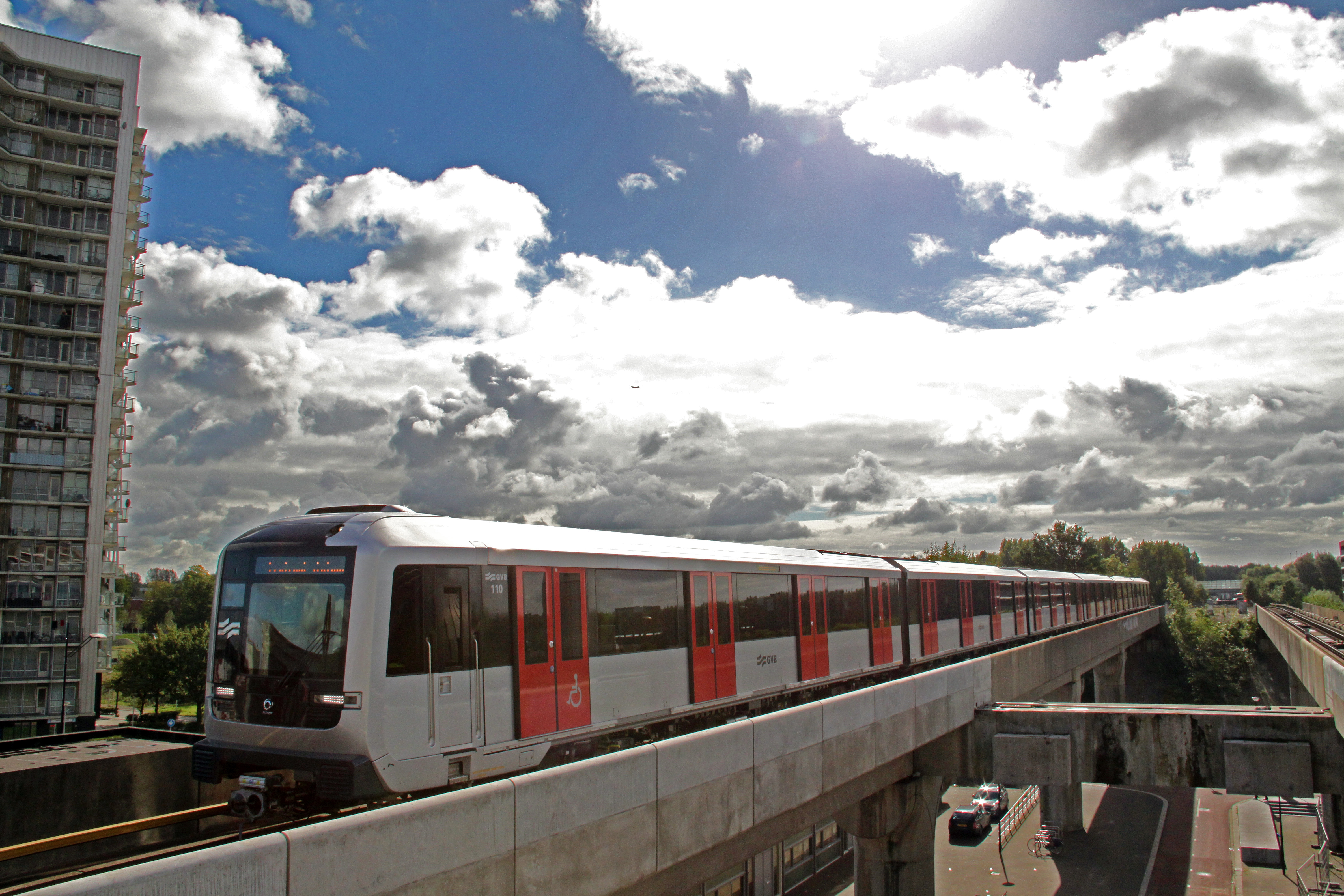
Metrotrein 109-110 tijdens de perspresentatie nabij Station Kraaiennest.

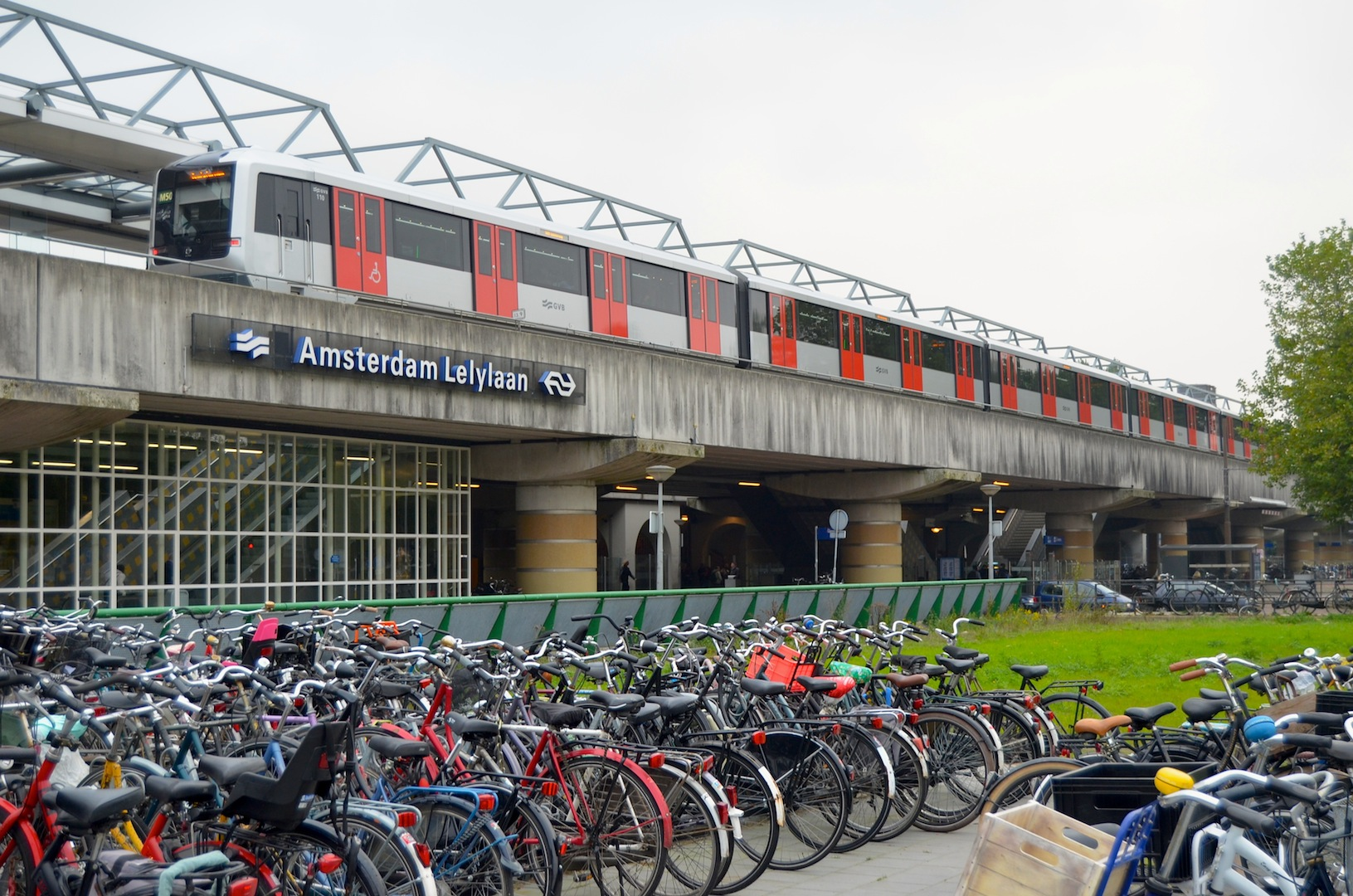
GVB Metrotreinstel type M5 op lijn 50, Station Amsterdam Lelylaan; 18 oktober 2013.

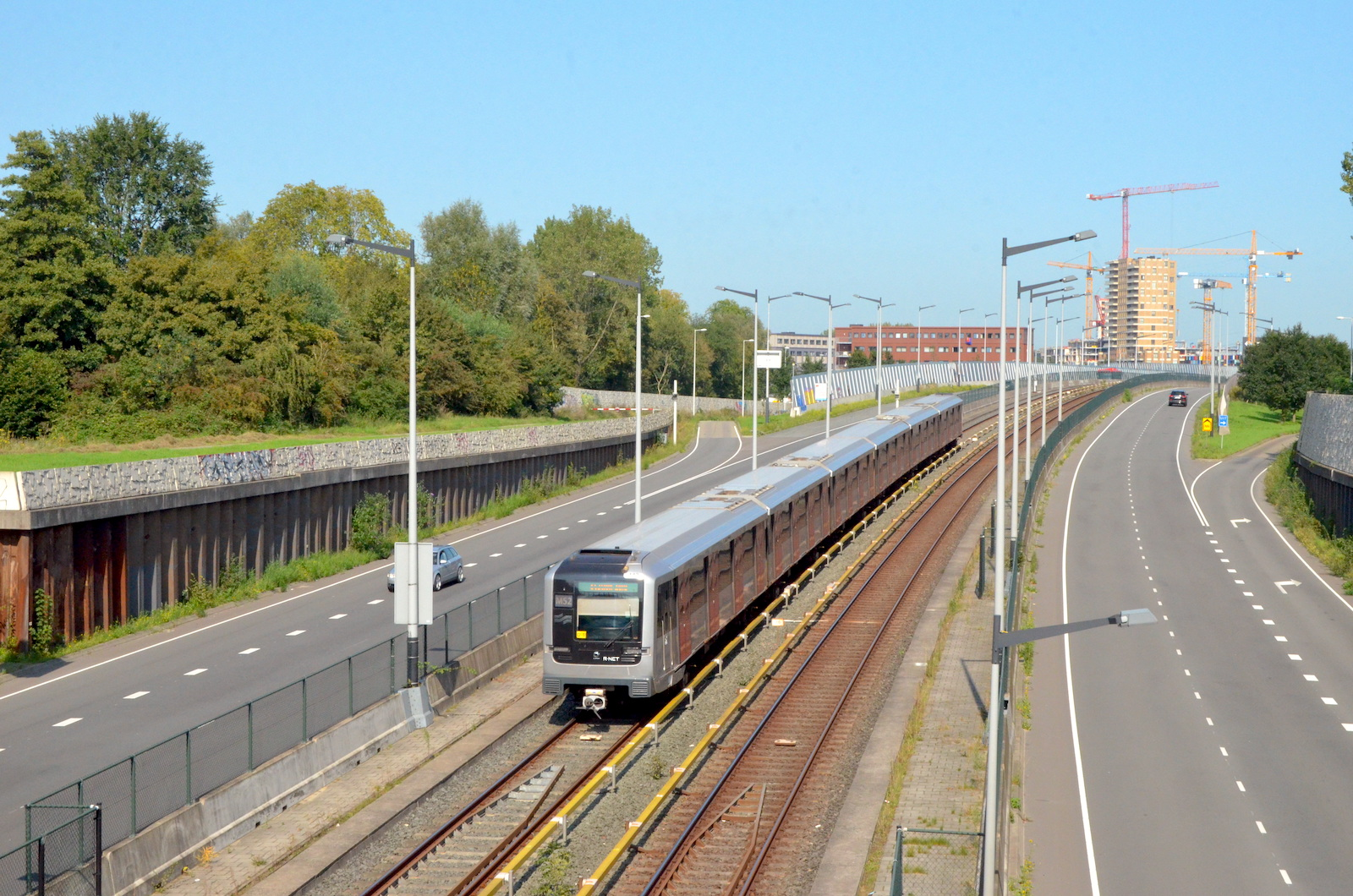
Metrotrein op de Noord/Zuidlijn in de middenberm van de Nieuwe Leeuwarderweg ter hoogte van de Buiksloterdijk; 14 september 2020.

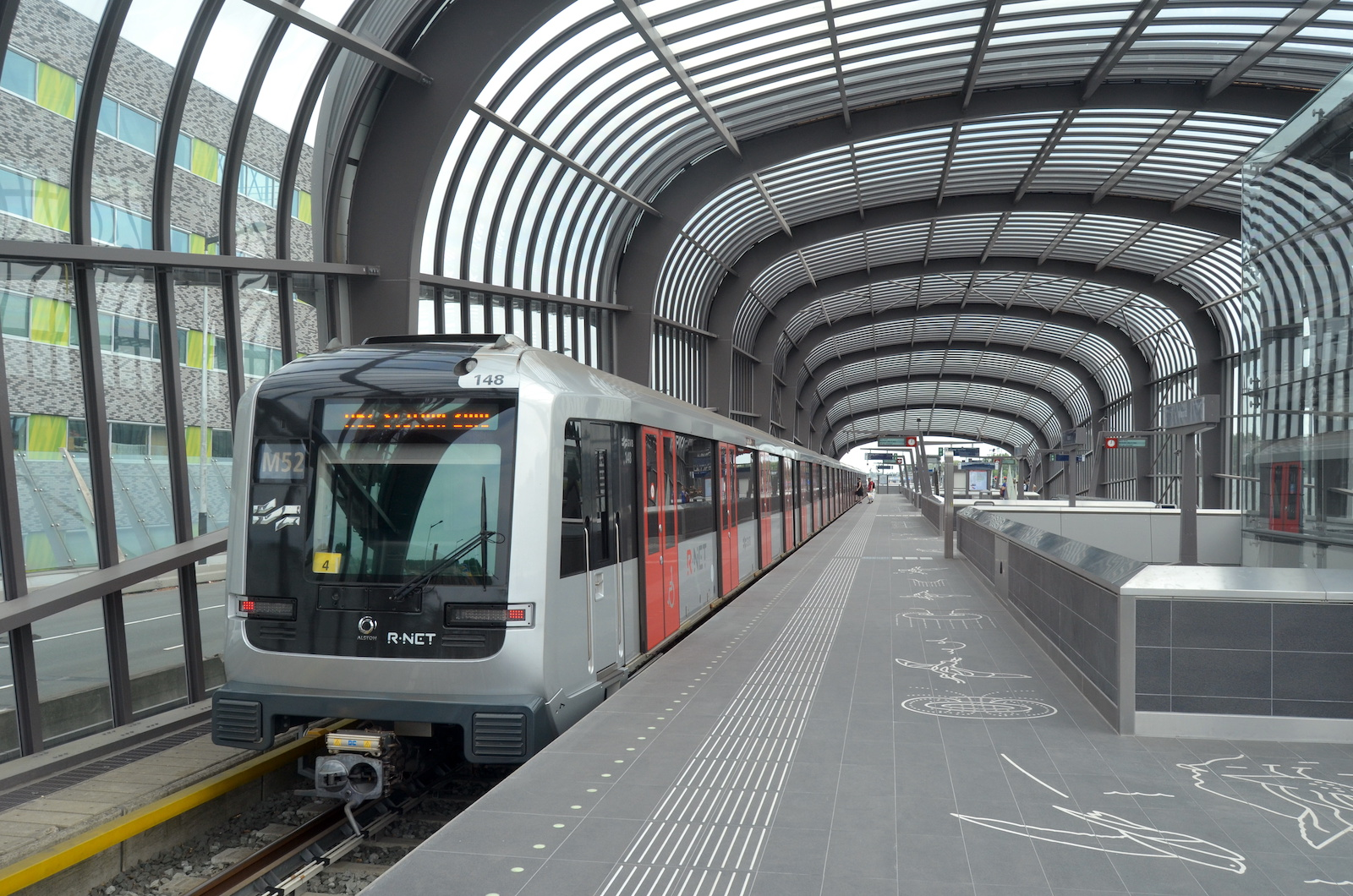
Metrotrein op de Noord/Zuidlijn in Station Noord op de eerste dag van exploitatie; 22 juli 2018. Foto: Erik Swierstra.

In eerste instantie werden 23 metrotreinen serie M5 besteld, die dienen ter vervanging van het oude uit 1973-'80 daterende LHB-metromaterieel van de Oostlijn en deels ter uitbreiding van het krappe wagenpark. Voor de in 2018 te openen Noord/Zuidlijn werd een optie genomen op een tweede serie van 12 treinstellen, die oorspronkelijk als M6 werd aangeduid. De aanschaf van het nieuwe metromaterieel is een van de taken van Amsterdam Metro System (AMSYS), een projectbureau van de dienst Infrastructuur Verkeer & Vervoer (dIVV) van de Gemeente Amsterdam.
De eerste twee stellen zijn gebouwd in de Alstomfabriek in het Franse Valenciennes. Het eerste voertuig werd op 24 november 2011 officieel gepresenteerd in Valenciennes. De eerste helft van het eerste treinstel (drie bakken) werd in drie delen op 11 april 2012 per vrachtauto in Diemen afgeleverd. Kort daarna werd ook het tweede deel in drie delen per trailer afgeleverd. Daarna werden op een recht stuk spoor de zes bakken tot een complete metrotrein getransformeerd. Inmiddels kwam de verdere levering langzaam op gang. Na een testperiode van enkele maanden zouden deze stellen in december 2012 beschikbaar komen voor de reguliere dienst, maar door technische- en softwareproblemen is dit pas gerealiseerd op 26 juni 2013.
De aflevering van de rest van de serie die vanaf het derde kwartaal van 2012 in de Alstomvestiging in het Poolse Katowice werden gebouwd had forse vertraging opgelopen en ging pas van start in mei 2013. Volgens de oorspronkelijke planning zou in het derde kwartaal van 2014 het 23e en laatste stel worden geleverd maar dit werd pas het tweede kwartaal 2015. De metrostellen van de te bestellen serie M6 zouden dan vanaf 2015 moeten volgen en in 2016 alle afgeleverd moeten zijn. Met deze order is 200 miljoen euro gemoeid.
Op 13 februari 2013 maakte Alstom bekend dat er vijf extra metrostellen besteld waren. Het totaal komt daardoor uit op 28 stellen, terwijl er 25 te rijden dienstwagens op de metrolijnen zijn ingedeeld. Inmiddels worden alle 28 treinen door het GVB als M5 aangeduid. Daarmee heeft het wagenpark van dit type zijn definitieve omvang bereikt. Om meer flexibiliteit in de materieelinzet en de geboden capaciteit te verkrijgen heeft de Stadsregio Amsterdam kortere treinstellen besteld, het metromaterieel M7, waarvan de levering in 2021 begon. Het bestaan uit 30 driedelige stellen (met een optie op nog eens 30), die kunnen worden gecombineerd tot een zeswagenstel. Zij zijn vrijwel gelijk aan de serie M5, maar worden gebouwd door CAF.
Op 2 mei 2013 werd het eerste metrostel, stel 109-110, door Dienst Metro overgedragen aan het GVB. Nadat de bestuurders waren opgeleid zou het stel in de loop van mei 2013 in dienst worden gesteld, allereerst in de spits op lijn 50. Tijdens instructieritten werd toch weer een probleem geconstateerd met de Trein-TV, waardoor de indienststelling van de nieuwe metro tot nader order werd uitgesteld.
Op 20 juni 2013 maakte het GVB bekend dat de M5 vanaf 26 juni 2013 ingezet wordt op het metronet. Het probleem met de Trein-TV was tijdelijk opgelost door het analoge systeem uit de Zilvermeeuwen te halen en in de M5 te plaatsen. Alstom werkte in de tussentijd aan een structurele oplossing.
Het in een boog gelegen middenperron van het Centraal Station gaf problemen met een te grote opening tussen het perron en de vloer van het voorste rijtuig, waar zich de invalideplaats bevindt. Als proef had men een rand piepschuim op de perronwand geplakt om de opening te verkleinen maar dat voldeed niet. Daarna kwam op 9 september 2013 de M5 ook in dienst op lijn 54. Met ingang van de dienstregeling voor 2014 rijdt de M5 ook op lijn 53 (gecombineerd met lijn 54).
Bij de opening van de nieuwe Noord/Zuidlijn (lijn 52) in juli 2018 kwam dit materieel ook op deze lijn in dienst.
Per 3 maart 2019 rijdt dit materieel ook op metrolijn 51, die vanaf deze datum niet meer als sneltram naar Amstelveen rijdt, maar als metrolijn vanaf Station Zuid is verlegd naar Isolatorweg.
Op 6 november 2015 werd treinstel 162 geleverd en gekoppeld aan de op 30 oktober geleverde 161. Daarmee is de levering van alle 28 M5-metrostellen voltooid.

## Kenmerken
De zesdelige metrostellen zijn 116,2 meter lang en drie meter breed en hebben 24 deuren per zijde (48 totaal) en bieden plaats aan 960 reizigers. Net als de zilvermeeuwen hebben ze harde zitbanken, die in tegenstelling tot het oudere materieel, vrijwel allemaal in de lengte zijn geplaatst waardoor er veel ruimte voor staanplaatsen is. Alleen bij de invalidenplaatsen in de kopbakken en ter plaatse van de geledingen bevinden zich 18 in dwarsrichting geplaatste zetels waarvan 4 klapbankjes.
De metro is geheel doorloopbaar en beschikt over airconditioning. Zowel voor de verlichting in de voertuigen als voor de koplampen wordt gebruikgemaakt van ledverlichting. De deuren van de Amsterdamse variant van de Metropolis-serie zijn extra hoog gemaakt, vanwege de grotere gemiddelde lengte van de mensen in Nederland.
De kleurstelling van de nieuwe stellen is gebaseerd op de oorspronkelijke kleurstelling van het LHB-materieel: zilvergrijs met rode deuren. In 2018 werden de metro's voorzien van R-net bestickering.
De metrostellen zijn uitgerust met automatische treinbesturing. Ze  kunnen semi-automatisch rijden onder GoA 2 en volautomatisch keren op station Noord onder GoA 4.
De treinstellen rijden is een vaste combinatie van opeenvolgend wagennummer. In 2023 werd echter het stel 115+157 samengesteld in verband met zware schade aan de stellen 116 en 158 waarbij het niet beschadigde stel 157 werd vernummerd in 116.

## Testritten Noord/Zuidlijn
In de nacht van 11 op 12 maart 2016 werd metrostel 161, een halve M5-metrotrein, met behulp van een tunneltransportvoertuig vanaf station Zuid naar station Noord gesleept. Het is daarmee de eerste metro die het volledige traject van de Noord/Zuidlijn heeft afgelegd. In de nacht van 12 op 13 maart volgde stel 162. Nadat deze twee halve stellen weer tot een heel M5-stel werden samengevoegd volgden er diverse testritten, waarbij de metro ook voor het eerst op eigen kracht over de nieuwe lijn reed. Tot de opening van de Noord/Zuidlijn in juli 2018 werden nog vele testritten gereden, vanaf januari 2018 ook met passagiers.

## Interieurfoto's

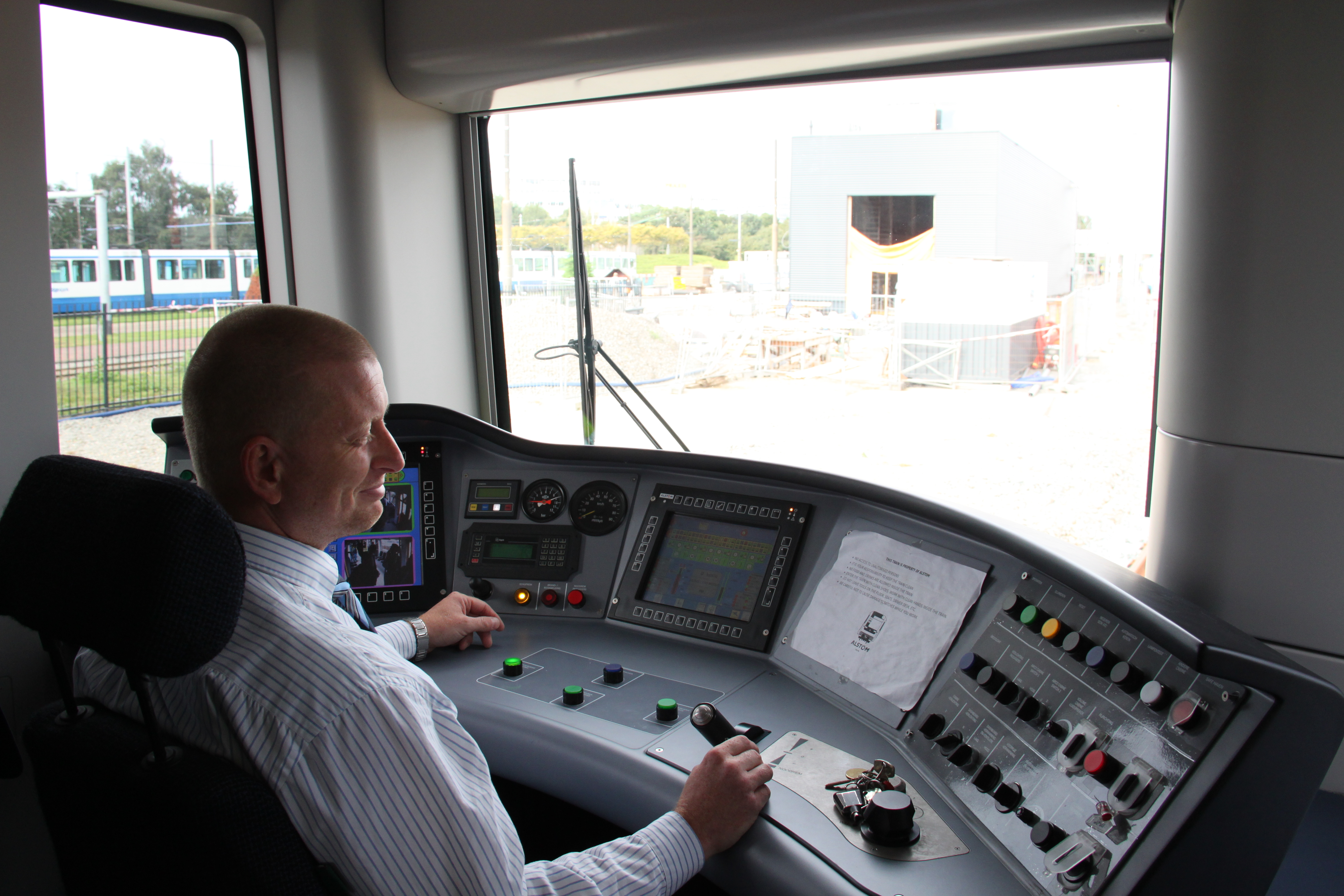
Bestuurderscabine.
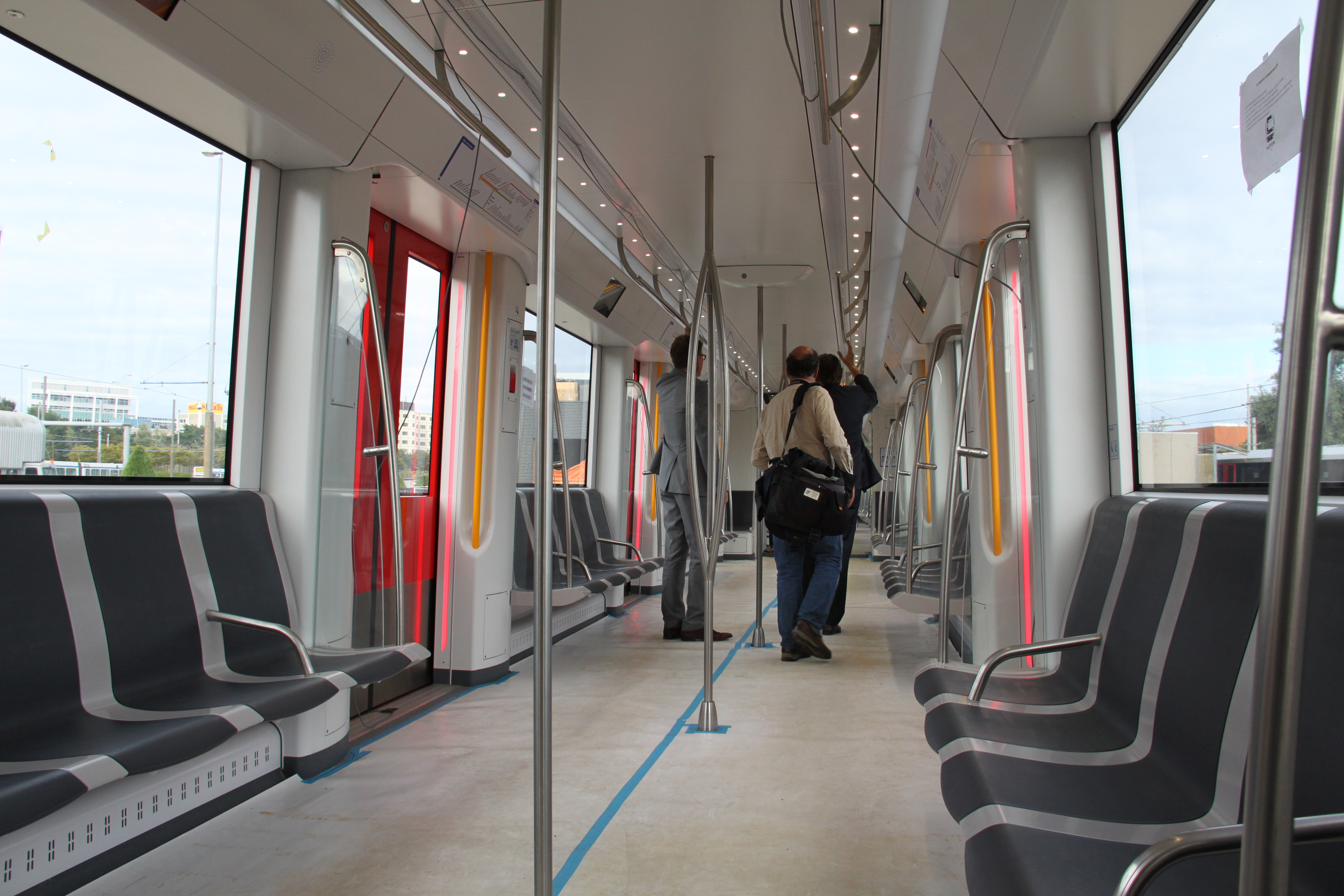
Interieur.
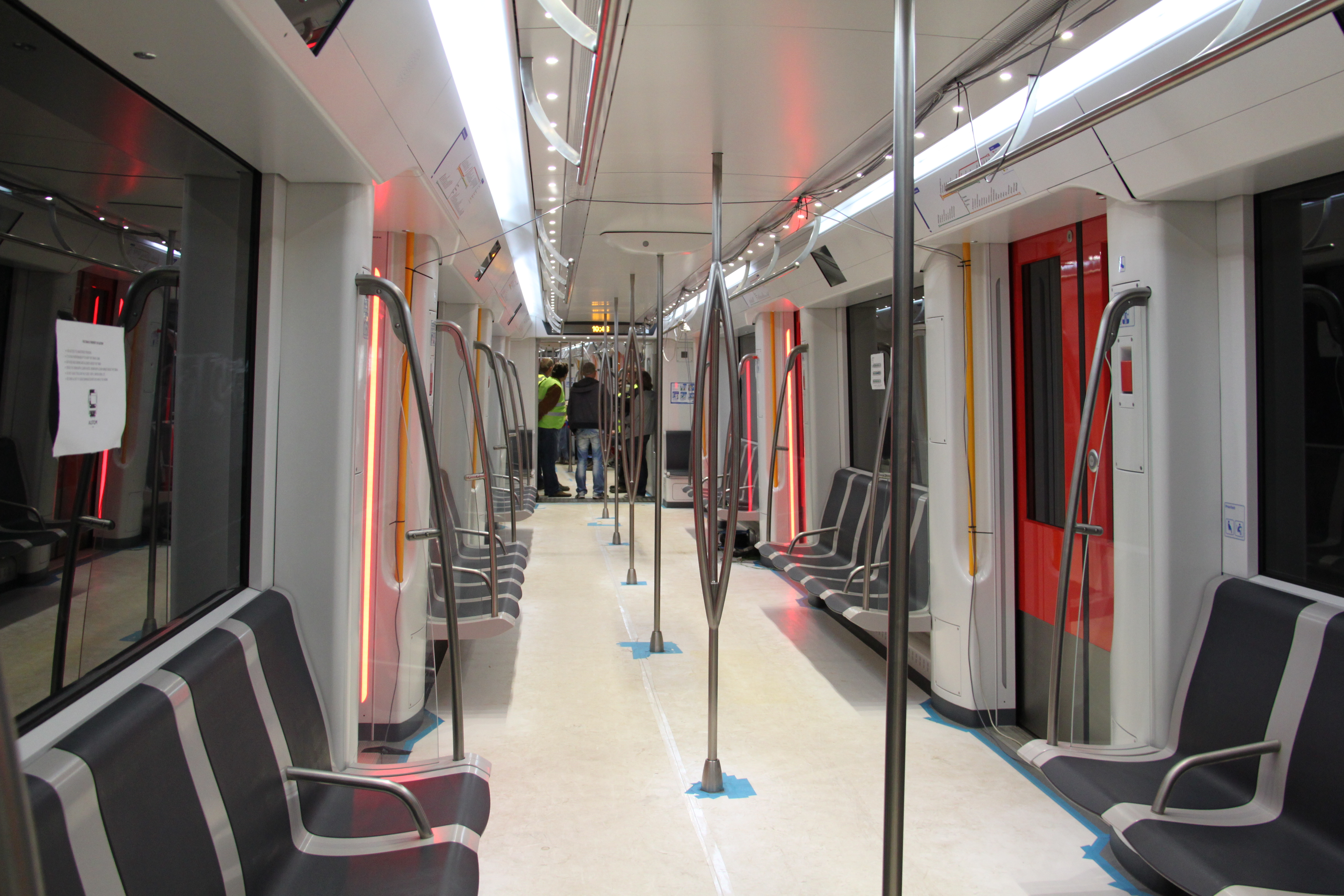
Interieur 's avonds en in tunnels.
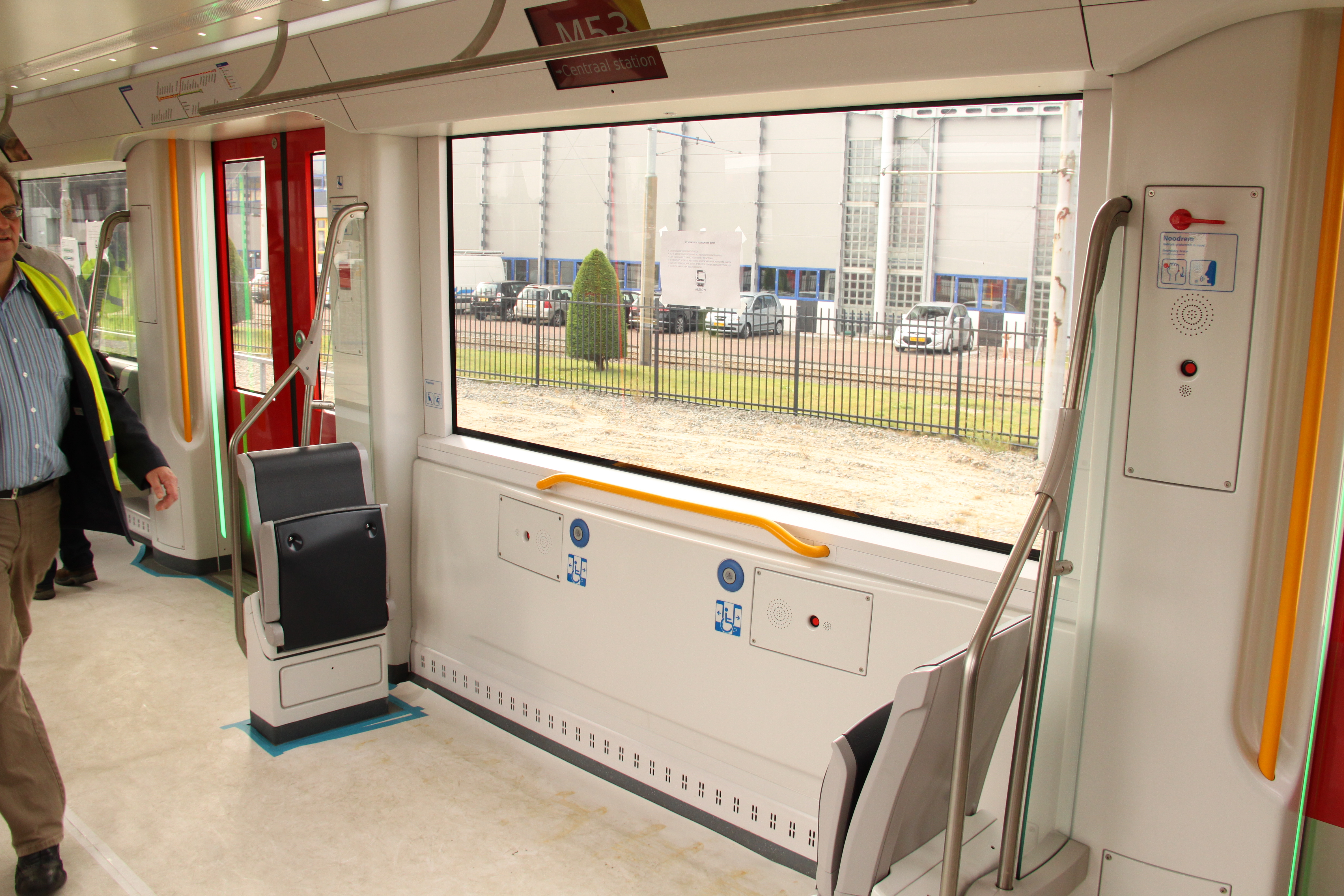
Aparte afdeling voor mindervaliden en fietsen.
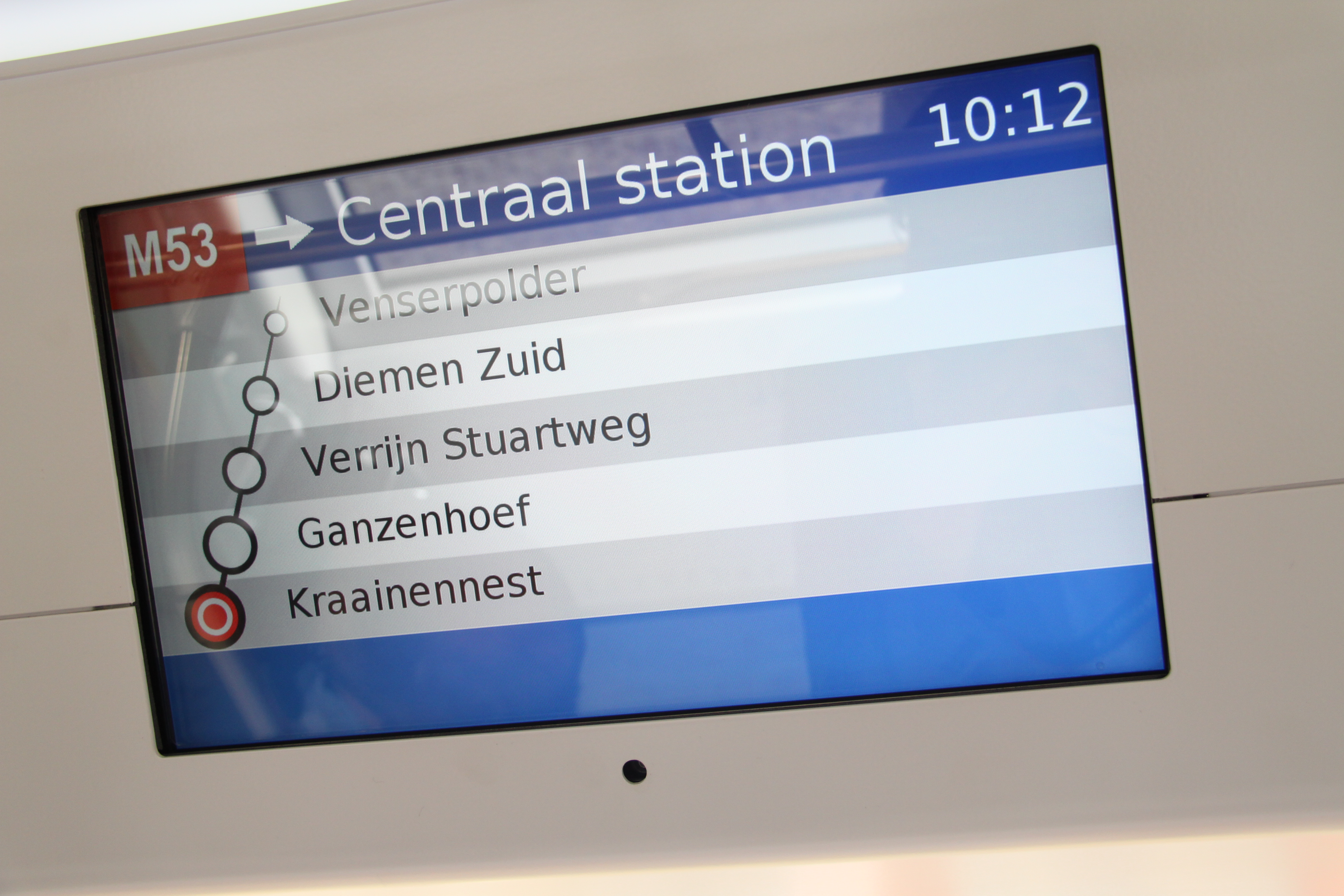
Reisinformatie.
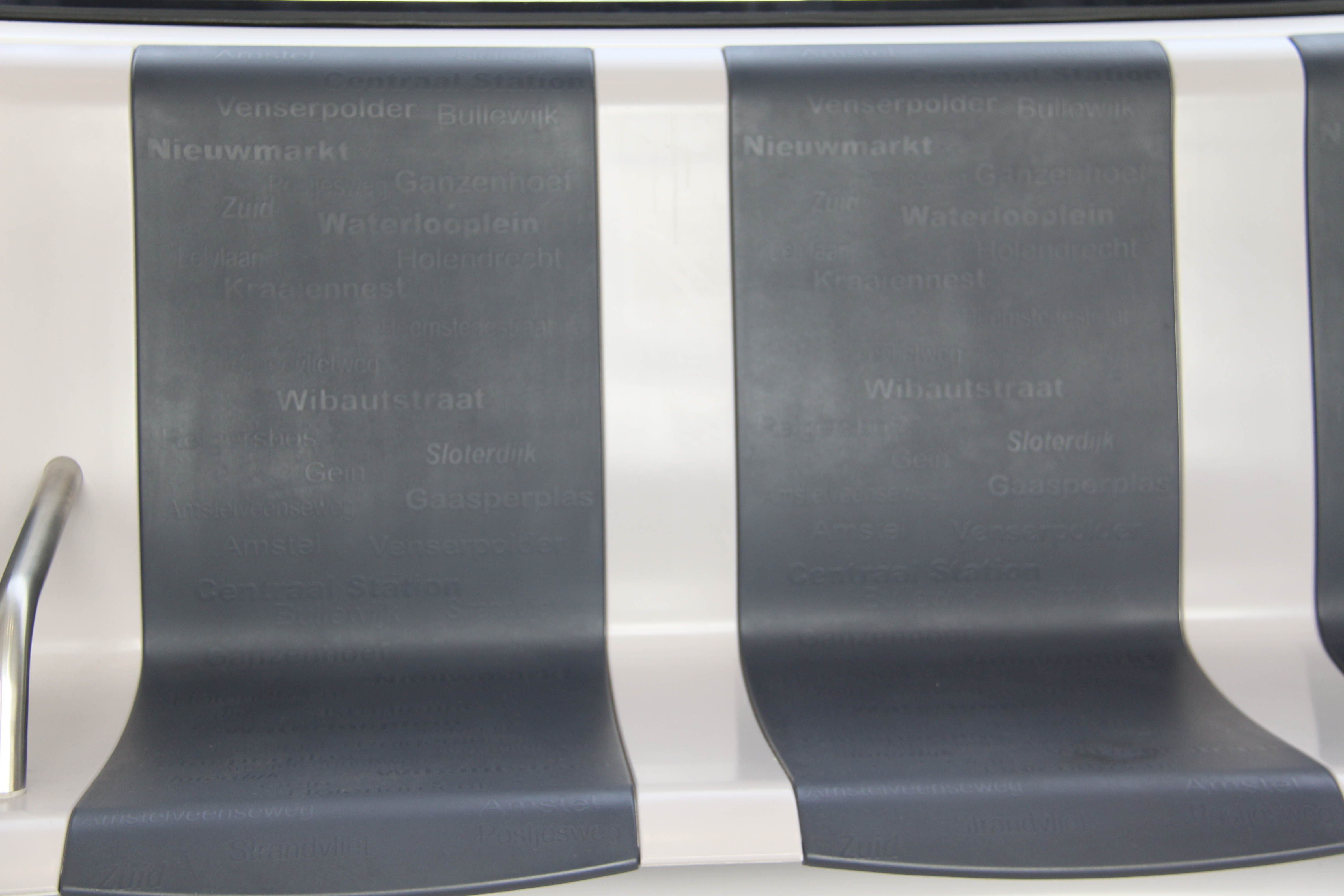
Afwerking bankjes.